# Lucas Copado
Lucas Copado, né le 10 janvier 2004 à Munich, est un footballeur allemand qui évolue au poste d'avant-centre au FC Energie Cottbus, prêté par le LASK.

## Biographie
Né à Munich, Lucas Copado est le fils de l'ancien footballeur germano-espagnol Francisco Copado, Issu d'une famille profondément ancrée dans le milieu du football, la mère de Lucas — Eva Schrobenhauser — est la fille d'Anton Schrobenhauser (de), également ancien footballeur, ; alors que de ce même coté de la famille, l'oncle par alliance de Lucas est l'ancien international bosnien Hasan Salihamidžić,,.

### Carrière en club
Lucas Copado a commencé sa formation footballistique au SpVgg Unterhaching, avant de rejoindre le centre de formation du Bayern Munich en 2016. Il signe son premier contrat professionnel avec les munichois le 3 août 2021,.
Passé par toutes les équipes de jeunes du club bavarois, il joue son premier match avec son équipe reserve le 27 août 2021, remplaçant Nemanja Motika à la 67e minute d'une victoire 6-0 en Regionalliga contre le 1860 Rosenheim (en), où il marque déjà son premier but, dans les dix dernières minutes du match.
En janvier 2022, Copado est convoqué une première fois par Julian Nagelsmann dans le groupe professionnel, alors que le covid entraine de nombreuses absences dans l'équipe première. Il fait ainsi ses débuts professionnels avec le Bayern le 7 janvier 2022, remplaçant Malik Tillman à la 75e minute d'une défaite 2-1 à domicile en Bundesliga, contre le Borussia Mönchengladbach,.
Ayant continué à jouer avec l'équipe reserve pendant le reste de la saison 2021-22, le jeune joueur est ensuite intégré par Nagelsmann à l'équipe senior lors de la pré-saison suivante.
Le 22 janvier 2024, Lucas Copado signe au LASK en première division autrichienne pour un contrat jusqu'en 2028. Après une première moitié de saison où il participe à cinq rencontres, Lucas Copado rejoint le FC Energie Cottbus en prêt.

### Carrière en sélection
Copado est international allemand en équipes de jeunes, ayant fréquenté toutes les sélections nationales des moins de 15 aux moins de 18 ans.

## Palmarès
| Bayern Munich - Bundesliga (1) - Champion en 2021-22 |